# Volgodonsk (Buyan)
La Volgodonsk (en ruso: Волгодонск), con nombre oficial romanizado RFS 014 «Volgodonsk», es una corbeta lanzamisiles del Proyecto 21630 «Buyan», es el segundo buque del proyecto, aunque su numeración hace pensar que hubo una segunda corbeta planeada antes que ella. La corbeta está asignada a la Flotilla del Caspio de la Armada de Rusia.
El barco lleva el nombre de la ciudad rusa de Volgodonsk de la óblast de Rostov del Distrito federal del Sur, una ciudad litoral del río Don y situada al sur del embalse de Tsimliansk.

## Diseño
El diseño de la corbeta corrió a cargo de Almaz. Su puesta de quilla fue el 25 de febrero de 2005 en san Petersburgo. No fue botada hasta seis años después, el 6 de mayo de 2011, para ser asignada el 20 de diciembre del mismo año.

## Historial
La corbeta ha servido en la Flotilla del Caspio desde su asignación.
Tras su remodelación y puesta en servicio tardío, ocasionalmente ha sido confundida con las corbetas del Proyecto 21631 «Buyan-M».
En julio de 2020 su puerto de asignación cambió de Astracán a Kaspisk, en Daguestán, al igual que el de toda la Flota del Caspio. Algunos analistas apuntaron a una preocupación por un reavivamiento de la  insurgencia en el Cáucaso Norte.
El 17 de febrero de 2024, durante la concentración de fuerzas rusas en la frontera con Ucrania, la flotilla del Caspio realizó ejercicios navales en su zona. Tras el comienzo de la invasión rusa de Ucrania, los buques de la flotilla se mantuvieron en el mar.